# 7338-as mellékút (Magyarország)
A 7338-as számú mellékút egy 17 kilométer hosszú, négy számjegyű mellékút Veszprém vármegye déli részén, a Balaton-felvidék középső részén, a Balatonfüredi járásban. A tömegturizmus által kevéssé frekventált településeket köt össze egymással, illetve biztosít számukra közúti kapcsolatokat a tájegység városai, forgalmasabb útjai felé.

## Nyomvonala
A 71-es főútból kiágazva indul, kevéssel annak 54. kilométere után, Balatonakali központjában, észak felé, Dörgicsei út néven. Ugyanitt indul az ellenkező irányban, a Balaton-part felé a kevesebb, mint negyed kilométer hosszú 71 335-ös út, amely csak a Székesfehérvár–Tapolca-vasútvonal Balatonakali-Dörgicse vasútállomásának felvételi épületéig vezet.
Kezdeti szakaszán, nagyjából fél kilométeren át az út Balatonakali házai között húzódik, majd elhagyja a lakott területeket. 2,6 kilométer után lépi át Dörgicse határát, a 3+750-es kilométerszelvénye közelében ér Alsódörgicse községrész házai közé. A Fő utca nevet viseli végig a településen is, azután is, hogy körülbelül 4,5 kilométer megtétele után Felsődörgicsére lép át. (A két településrész mára szinte összenőtt, így az utazó nem feltétlenül veszi észre, hogy más, egykor különálló településrészre ért.).
4,8 kilométer után, észak felől beletorkollik az útba a 73 112-es számú mellékút, amely Mencshelyen indul, a 7312-es útból kiágazva és itt ér véget, 4,2 kilométer megtétele után. Itt az út egy időre keletnek kanyarodik, de kevéssel ezután visszatér az északi irányához. 5,3 kilométer után elhagyja Felsődörgicsét, majd a 6+200-as kilométerszelvényétől, körülbelül 300 méteren át Kisdörgicse településrészen halad végig.
Közben újból keletebbi irányt vesz és 8. kilométere után átlép Vászoly területére. A község lakott területének déli szélén halad el, kevéssel a 9. kilométerének elérése előtt, a lakott terület szélén egy számozatlan út torkollik bele déli irányból, Balatonudvari felől. A község belterületén előbb András utca, majd Vazul utca néven halad keresztül; majd – több irányváltást követően –, a 10+700-as kilométerszelvénye táján átlép Pécsely területére. A község első házait a 12+250-es kilométerszelvénye közelében éri el: itt előbb Nemespécsely falurészen halad keresztül, Templom utca névvel, majd Nagypécsely területére ér, ott Iskola utca a neve.
13,3 kilométer után találkozik a 7307-es úttal, amely déli irányból, Aszófő felől csatlakozik bele, 5,3 kilométer megtétele után. Itt 600 méternyi közös szakaszuk következik, a község északi széléig, Vásártér utca néven, kilométer-számozás tekintetében megegyező irányban, majd onnét a 7307-es észak felé halad tovább, Tótvázsony irányába, a 7338-as pedig kelet felé folytatódik. 14,9 kilométer után átlép Balatonszőlős területére és 16,5 kilométer után éri el e község nyugati szélét. Onnantól Fő utca néven, ténylegesen is a község főutcájaként halad, ameddig bele nem torkollik a 7304-es útba, annak 3+900-as kilométerszelvényénél.
Teljes hossza, az országos közutak térképes nyilvántartását szolgáló kira.gov.hu adatbázisa szerint 17,041 kilométer.

## Hídjai
Két jelentősebb hídja van, mindkettő Kisdörgicse térségében.
- Csúcsíves boltozatú, műemléki védettségű, a Dunántúlon egyedülálló híd a 3+950-ös kilométerszelvényében, ma felhagyott útszakaszon. A 3,9 méter nyílású, 6,7 méter széles híd teljes hossza 21,2 méter; figyelemfelhívó tábla utal értékes voltára. Egyes helytörténeti munkák forrás említése nélkül középkori eredetét valószínűsítik. Dörgicse három romtemploma közül az egyik e híd közelében áll, feltevések szerint habarcsminták elemzése segítené a híd kormeghatározását.[1]
- A Dörgicse és Kisdörgicse közti vízfolyást átívelő híd, az út 5+908-as  kilométerszelvényében; ez valamikor az 1700-1800 közötti években épülhetett.[1]